# Aimee Semple McPherson
Pour les articles homonymes, voir McPherson.
Aimee Semple McPherson, aussi connue comme sœur Aimée, née le 9 octobre 1890 à Salford, près de Goderich (Ontario), au Canada et morte le 27 septembre 1944 à Oakland (Californie), était une évangéliste pentecôtiste et une dirigeante canado-américaine. Célébrité médiatique des années 1920 et 1930, elle s'établit à Los Angeles et fonde en 1923 l'International Church of the Foursquare Gospel, renommée actuellement Église Foursquare.

## Biographie
Aimee Elizabeth Kennedy naît dans une ferme de Salford (Ontario, au Canada) le 9 octobre 1890.
Elle est en contact avec la foi chrétienne depuis son enfance, avec sa mère qui a travaillé avec les pauvres pour la soupe populaire de l'Armée du Salut. À l'adolescence, elle connaît une remise en question de sa foi. En assistant à une réunion de réveil en décembre 1907, elle rencontre Robert James Semple, un missionnaire pentecôtiste irlandais. C'est à ce moment qu'elle décide de consacrer sa vie à Dieu. Lors de cette même réunion de réveil, Aimee tombe amoureuse de Robert. Ils se marient le 12 août 1908, lors d'une cérémonie de l'Armée du Salut. Ils étudient tous deux la Bible.

### Ministère
En 1909, Aimee Semple McPherson et son mari participent à un voyage missionnaire en Chine au cours duquel son mari meurt d'un accident de voiture. De retour aux États-Unis, Aimee ouvre une classe d'école du dimanche, puis commence à enseigner. En 1914, elle est hospitalisée pour une appendicite. Après diverses opérations qui n’ont pas enlevé sa douleur, elle a entendu une voix l’invitant à aller prêcher. Après avoir accepté, elle constate que la douleur a disparu.
En 1916, Aimee Semple McPherson entreprend une tournée du Sud des États-Unis en voiture, et encore plus tard, en 1918, avec sa mère, Mildred Kennedy. Mildred était un atout important au ministère de McPherson, notamment pour la gestion financière. Debout sur le siège arrière de la décapotable, Aimee prêchait des sermons avec un mégaphone. 
En 1917, elle fonde le magazine mensuel The Bridal Call, qui contient des sermons et des témoignages. Le magazine lui a permis de rester en contact avec ceux qu’elle avait visité durant ses campagnes d’évangélisation.
À la fin de 1918, Aimee Semple McPherson arrive à Los Angeles. Minnie Kennedy, sa mère, y loue la plus grande salle qu'ils ont pu trouver (3 500 places), le Philharmonic Auditorium. Les gens attendaient pendant des heures pour avoir une place. Ensuite, les croyants, reconnaissants de ses réunions à Los Angeles, ont construit une maison pour sa famille et elle. 
Elle a été ordonnée évangéliste par les Assemblées de Dieu en 1919. Elle a toutefois mis fin à sa collaboration avec les Assemblées de Dieu en 1922.
En 1921, dans la ville américaine d’Oakland, après avoir reçu une révélation spirituelle, elle débute un ministère d’évangéliste.
Elle prêche à la radio pour la première fois à Oakland en avril 1922 pour atteindre un public plus large.
En octobre 1922, elle explique sa vision du Foursquare Gospel (« l'Évangile aux quatre côtés » ou « Plein Évangile ») dans un sermon à Oakland (Californie). Selon elle, cela représente les quatre aspects du ministère de Jésus-Christ : Sauveur, Baptiseur avec le Saint-Esprit, Guérisseur et le Roi qui revient régner.
En janvier 1923, elle fonde l'Église Foursquare lors de la dédicace du Temple de l'Angélus. Malgré certaines affinités avec les pentecôtistes, ses croyances sont interconfessionnelles. L'assistance devient rapidement une megachurch, atteignant les 10 000 personnes.

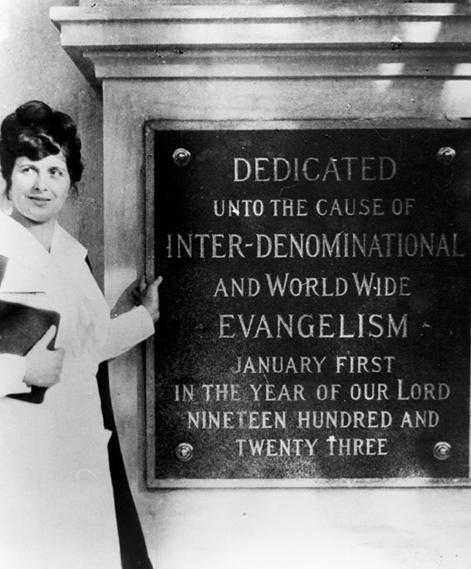
Aimee Semple McPherson lors de la dédicace du temple de l'Angélus en janvier 1923.

En 1925, Aimee Semple McPherson s'engage contre l'évolution darwinienne et devient proche de l’avocat William Jennings Bryan.
Elle est enlevée en mai 1926 et réapparaît au Mexique cinq semaines plus tard. Elle affirme avoir été détenue contre rançon dans une cabane dans le désert. Lors du procès, des procureurs de Los Angeles émettent la théorie qu'Aimee Semple McPherson avait volontairement disparu pour retenir l’attention médiatique sur son ministère. En janvier 1927, Aimee Semple McPherson, sa mère et d'autres proches sont accusés de complot criminel et d’entrave à la justice. Toutefois, en raison de manque de preuve et de la présence de témoignages suspects, les charges sont abandonnées. 
Après le procès, elle reçoit plusieurs offres pour jouer dans des films de la part de studios de cinéma. Elle accepte et joue des rôles secondaires dans divers films séculiers, croyant que le cinéma était un outil pour la Grande mission. 

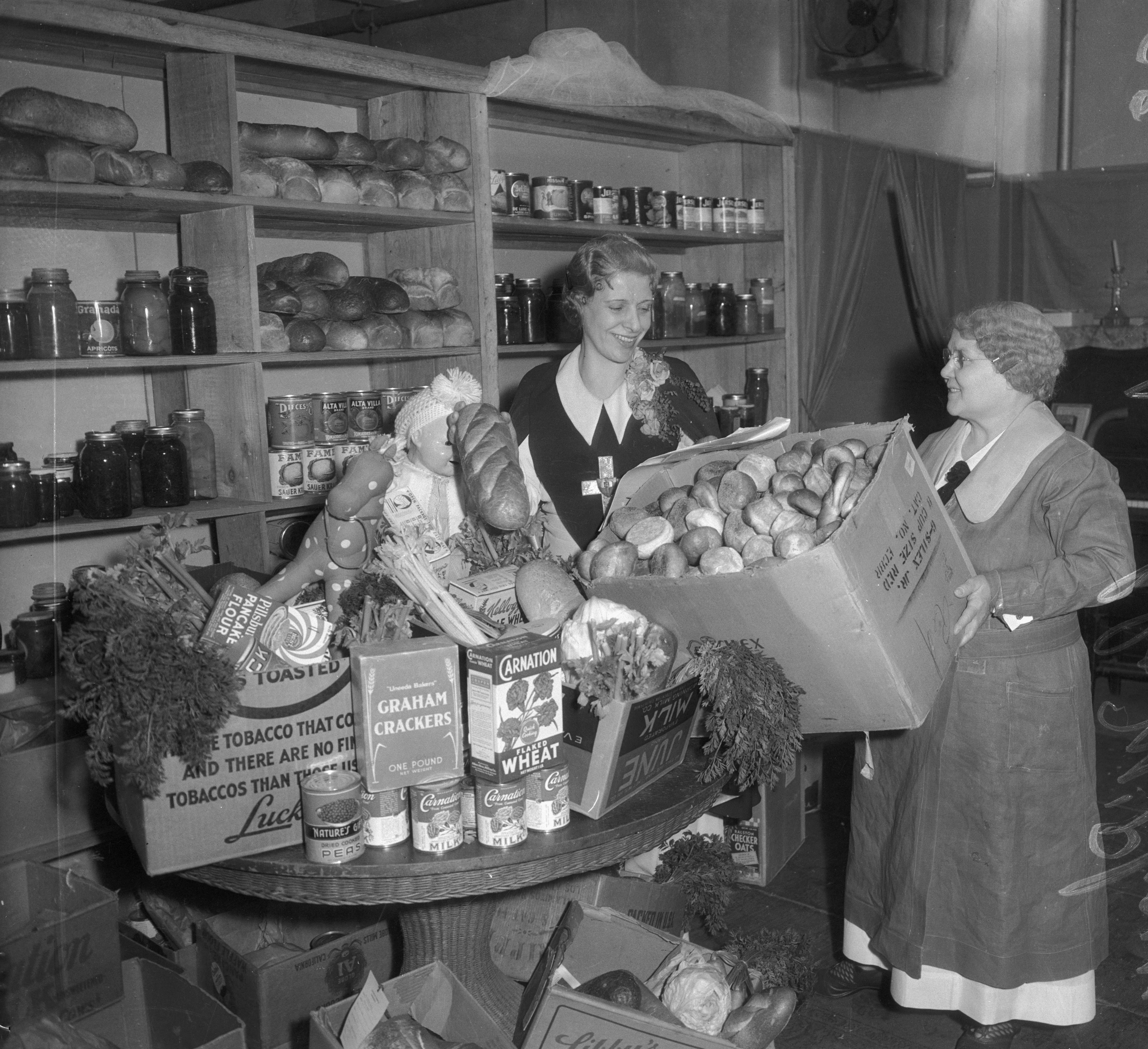
Aimee Semple McPherson prépare des paniers de Noël, en 1935.

En 1927, elle ouvre une banque alimentaire et une soupe populaire près de l’église, distribuant de la nourriture, des vêtements et des couvertures.

### Vie privée
Aimee McPherson se marie avec Robert James Semple en 1908. Après le décès de ce dernier en 1910, elle se marie avec Harold Stewart McPherson en 1912, dont elle divorce en 1921. Elle se marie avec David Hutton en 1931 et divorce en 1934. Elle a eu deux enfants, Roberta Semple Salter (en) et Rolf McPherson (en).

### Fin de vie
Aimee Semple McPherson meurt à Oakland (Californie) le 27 septembre 1944 à la suite d'une crise cardiaque, causée probablement par une surdose de somnifères.